# Referéndum de autonomía de Guinea Ecuatorial
El referéndum de autonomía de Guinea Ecuatorial fue una consulta que se llevó a cabo el 15 de diciembre de 1963 en las provincias españolas de Fernando Póo y de Río Muni. En él se votó de forma afirmativa el comienzo de la autonomía de la Guinea Española, creando como órgano autonómico superior en las provincias la Asamblea de Guinea Ecuatorial y el Gobierno autonómico de Guinea Ecuatorial. La consulta estaba originalmente prevista para 1960.
Tuvieron derecho a voto todos los españoles residentes en las provincias de Fernando Póo y de Río Muni mayores de 21 años, de acuerdo con la legislación electoral española de la época.

## Desarrollo
En Evinayong realizó campaña a favor del voto afirmativo Bonifacio Ondó Edu, quien aceptó volver del exilio tras negociar con Francisco Núñez Rodríguez. El Movimiento de Unión Nacional de Guinea Ecuatorial (MUNGE), partido de Ondó Edu, también realizó campaña a favor del voto afirmativo. Durante la realización de la campaña electoral se produjeron protestas por parte de rebeldes españoles de la región en los alrededores de Ebebiyín y en Estatop —próximo a Niefang—. La Idea Popular de Guinea Ecuatorial (IPGE) realizó campaña en contra de la autonomía y a favor de la transferencia de las provincias a Camerún, lo cual fue un tema importante durante la campaña. Luis Maho, uno de los líderes de la IPGE, incluso puso en duda la legitimidad del referéndum una vez que se publicaron los resultados.
Se encontraban habilitadas para votar un total de 126 773 personas. La jornada electoral, la primera totalmente democrática en 37 años en España, transcurrió en un ambiente de total normalidad y tranquilidad, salvo pequeños incidentes.
En Río Muni el apoyo a la autonomía fue mayoritario, mientras que en la Isla de Fernando Poo ganó el voto negativo. Esto último se interpretó como un deseo de los habitantes de Fernando Póo de continuar bajo el sistema ordinario de organización provincial —que continuaría en vigor en caso de no ser aprobada la autonomía— o como un miedo de estos a caer bajo el dominio de la etnia fang.
Según los resultados publicados por el Gobierno, el 62.52% de los electores votó a favor de la autonomía. Esta entró en vigor el 1 de enero de 1964 con un Gobierno autonómico presidido por Bonifacio Ondó Edu, con Francisco Macías Nguema como vicepresidente del gobierno regional. y un gabinete de Consejeros de Gobierno (ministros).  También varios partidos políticos como el Munge, el Monalige y la IPGE pasaron a tener existencia legal, y en el plano legislativo se creó una Asamblea General. Se estableció además un presupuesto autónomo y un poder judicial independiente. Asimismo, el cargo de gobernador de la Guinea Española, herencia de la época colonial, fue suprimido, nombrándose en su lugar un delegado del Gobierno en la región, denominado a partir de ese momento comisario general, el cual sería ejercido por Núñez Rodríguez hasta 1966, y desde ese año hasta la Independencia de Guinea Ecuatorial por Víctor Suances Díaz del Río.

## Reacciones internacionales
El Gobierno de Gabón, por boca de su presidente, Léon M'ba, expresó públicamente su alegría por la convocatoria del referéndum, y el presidente M'ba elogió al gobernador Francisco Núñez Rodríguez.

## Resultados
| Opción                             | Votos  | %     |
| ---------------------------------- | ------ | ----- |
| A favor                            | 59 280 | 62.52 |
| En contra                          | 35 537 | 37.48 |
| Total                              | 94 817 | 100   |
| Fuente: African Elections Database |        |       |

## Composición
La composición del nuevo gobierno autónomo fue la siguiente:
| Cargo                              | Titular                 | Partido Político                                          |
| ---------------------------------- | ----------------------- | --------------------------------------------------------- |
| Presidente                         | Bonifacio Ondó Edú      | Movimiento de Unión Nacional de Guinea Ecuatorial (MUNGE) |
| Vicepresidente                     | Francisco Macías Nguema | Movimiento de Unión Nacional de Guinea Ecuatorial (MUNGE) |
| Consejero de Obras Públicas        | Francisco Macías Nguema | Movimiento de Unión Nacional de Guinea Ecuatorial (MUNGE) |
| Consejero de Agricultura           | Rafael Nsue Nchama      |                                                           |
| Consejero de Trabajo               | Antonio Cándido Nnang   |                                                           |
| Consejero de Educación             | Luis Rondo Maguga       |                                                           |
| Consejero de Sanidad               | Gustavo Watson Bueco    |                                                           |
| Consejero de Hacienda              | Aurelio Nicolás Ithoa   |                                                           |
| Consejero de Industria y Minas     | Román Boricó Toichoa    |                                                           |
| Consejero de Información y Turismo | Luis Maho Sicacha       |                                                           |